# The Service Star
The Service Star è un film muto del 1918 diretto da Charles Miller. Sceneggiato da Charles Logue e prodotto dalla Goldwyn Pictures Corporation, aveva come interpreti Madge Kennedy, Clarence Oliver, Maude Turner Gordon, Mabel Ballin.

## Trama
Allo scoppio della prima guerra mondiale, Marilyn March, giovane campagnola, lascia la casa di sua zia Judith per trasferirsi a Washington. In città, si trova molto bene, anche se non è pienamente felice perché prova invidia per le altre donne i cui fidanzati e mariti stanno combattendo in Europa. Lei, che non ha mai avuto neanche un ragazzo, si vergogna di non avere nessuno e di non potere esporre alla finestra la stella di servizio di un combattente. Alle sue nuove amiche racconta di essersi segretamente sposata, il giorno in cui è partito per la Francia, con John Whitney Marshall, un giovane militare del quale sono giunte notizie sul suo eroico comportamento in guerra. Con grande sorpresa di Marilyn, la madre di John la accetta come nuora e la porta a casa sua. Scopre così che John non è mai partito, ma sta lavorando al progetto governativo di un gas per impiego bellico. Al posto di John, con il suo nome, è partito un altro giovane: John, infatti, soffre di una profonda fobia per le armi da cui non riesce a guarire. Marilyn considera l'idea di avvisare l'ufficio leva, ma viene aggredita da un uomo che ha minacciato di ricattarla. John, corso in suo soccorso, viene leggermente ferito da un proiettile. Curato, guarisce anche dalle sue paure per le armi, tanto che finisce per arruolarsi. Prima della sua partenza, Marilyn gli promette che aspetterà il suo ritorno.

## Produzione
Il film fu prodotto dalla Goldwyn Pictures Corporation. Alcune scene furono girate a Washington D.C., in alcune città del New Jersey del nord e a Long Island dove si rendeva omaggio ai giovani combattenti in partenza con una parata di veterani della guerra civile.
Le scenografie del film sono firmate da Hugo Ballin, un artista che lavorò anche come regista e che era sposato a una delle interpreti del film, l'attrice Mabel Ballin.

## Distribuzione
Il copyright del film, richiesto dalla Goldwyn Pictures Corp., fu registrato il 21 giugno 1918 con il numero LP12596, presentato con il titolo The Flag of Mothers e segnando una lunghezza di cinque rulli.

Distribuito dalla Goldwyn Distributing Company, il film uscì nelle sale statunitensi il 7 luglio 1918.
Non si conoscono copie ancora esistenti della pellicola che viene considerata presumibilmente perduta.